# Violetta V. – taka jestem
Violetta V. – taka jestem – inscenizowany koncert Violetty Villas z grudnia 1999 mający miejsce w Teatrze Wielkim w Łodzi. Koncert wyreżyserowała Elżbieta Skrętkowska, natomiast kostiumy dla artystki zaprojektowała Xymena Zaniewska. Villas wystąpiła w towarzystwie Filharmonii Białostockiej pod dyrekcją Marcina Nałęcz-Niesiołowskiego, solistów łódzkiej opery, big bandu Freedom Nations oraz chóru 54u składającego się z laureatów programu Szansa na sukces. Aranżacje do utworów stworzyli Adam Sztaba, Grzegorz Piotrowski, Paweł Zarecki oraz Maciej Zieliński.
Koncert był dwukrotnie transmitowany przez Telewizję Polską – w 1999 oraz 2007. Ponadto jego fragmenty były wykorzystywane w programach TVP.

## Soliści
- Violetta Villas
- Rafał Songan
- Paweł Wenderski
- Georgina Tarasiuk
- Grzegorz Piotrowski
- Paweł Zarecki

## Spis utworów
1. Do Ciebie mamo (wykonanie: Violetta Villas)
2. W Lewinie koło Kudowy (wykonanie: Violetta Villas)
3. Zegar z kukułką (wykonanie: 54u)
4. Całuj gorąco (wykonanie: Violetta Villas)
5. Przyjdzie na to czas (wykonanie: Violetta Villas)
6. If you go away (wykonanie: Violetta Villas)
7. Józek (wykonanie: 54u)
8. Oczy czarne (wykonanie: Violetta Villas)
9. Pocałunek ognia (wykonanie: Violetta Villas)
10. Dziwny jest ten świat (wykonanie: Georgina Tarasiuk)
11. Szesnaście lat (wykonanie: 54u)
12. Od jutra wszystko już się zmieni (wykonanie: Violetta Villas)
13. Kokosy (wykonanie: Violetta Villas)
14. Strangers in the night (wykonanie: Violetta Villas)
15. Dla ciebie miły (wykonanie: Violetta Villas)
16. Dzikuska (wykonanie: Violetta Villas)
17. Uśmiechem miłość się zaczyna (wykonanie: Georgina Tarasiuk)
18. Jak nie to nie (wykonanie: Violetta Villas)
19. Szczęście (wykonanie: Violetta Villas)
20. Nie ma miłości bez zazdrości (wykonanie: Violetta Villas)
21. Ja jestem już taka (wykonanie: Violetta Villas)
22. Niech żyje Viola (wykonanie: 54u)